# 民間療法
民間療法（みんかんりょうほう）とは、広義には民間で伝わった療法のこと、狭義に科学的根拠に基づかない手法である。特にガンなどに関して、科学的根拠に基づく医師の医療に含まれない「療法」で症状悪化や患者の詐欺被害が問題になっている。厚生労働省はエビデンス（根拠）に基づいた注意喚起サイトをつくっている。

## 民俗学的分類
日本の民間療法を民俗学の観点から見た場合、古代には巫医・僧医など医学知識を有した宗教者が医療行為を行っており（弓削道鏡が孝謙上皇の治療を行ってその寵愛を受けた故事は彼が僧医としての性格を有していたことを示す）、民俗学の観点からは、次の4種類の要素に分類可能である（ただし、実際には複数の要素にまたがるものも多い）。また、中には梅干を毎食食べると健康が増進するとか、臍に貼ると船酔い・車酔いに効くといったように予防保健思想を含むものもある。
今日でも「無病息災」を神社仏閣に祈るという形で信仰と医療との結びつきの残滓が残されている。
物理的療法
摩擦・圧迫・刺激・加熱・加湿・冷却など、物理的な力や温熱冷熱によるもので、薬物的療法（風邪や喉の痛みに生姜をおろしたものを服用したり布に伸ばして当てる）や信仰的療法・呪術的療法（神社・仏閣の湧水で目などの患部を洗ったり、灸治に適切な日が存在すること）など組み合わせて行われる場合もある。
発熱を感じたら患部を冷やす、傷口から血が出ているのに気づいたら傷口を押さえたり舌でなめる、体内に違和感を持ったらその付近を擦ったり揉んだりするなどの行為も物理的療法の初期的な段階と言える。また、鍼灸をはじめ、温泉・サウナを含めた風呂などへの入浴行為やしゃっくりの時に息をせずに冷水を一気に飲むという慣習もその一種であると言える。
- 瀉血もこの範疇に入ると思われるも、実際、有効な場合も、根拠がない場合もある。

薬物的療法
いわゆる草根木皮の類を用いていわゆる「民間薬」を服用することで、現代において未だに科学的な薬効の成分・原理が明らかにされていない場合でも、現実に効力の存在を認めざるを得ない事例もある。なお、古い時代の民間薬に下剤が多いのは、刺絡などと同じように体内の邪悪なものを病気ごと対外に排出しようとする古い医学観の表れと考えられている。
胃痛に熊の胆やセンブリを煎汁（煎じたもの）を用いたり、下痢や消化不良にゲンノショウコの煎汁を用いたり、漆かぶれにサワガニを潰した汁をつける、蜂刺されに小便や里芋の葉の汁を塗る等というものである。また、夏バテに鰻を食べたり、スッポンの血を飲むという慣習もその一種であると言える。
信仰的療法
神社・仏閣に赴いて祈願したり、加持祈祷や百度参りを行うもので、特定の病気などに対する霊験が伝えられる神社・仏閣および関連する事物の存在（地蔵尊）などが知られ、巣鴨のとげぬき地蔵のように観光名所となっている場所もある。また、古くは銭湯や温泉に神仏が祀られている例もあった。
呪術的療法
接触あるいは類似物を用いることで傷病を治癒させようというものである。脳病に猿の脳の黒焼きを飲む、肺結核に石油を飲む、イボをとるのに石の穴に溜った水をつけると石のくぼみとイボが相殺されて治癒する、ものもらいに藁の芯を目の前で結んで燃やす、喉に刺した魚の骨を除くのに魚網を頭から被る、紙の人形（ひとがた）で身をなでて穢れを移して川に流すと病などの災厄から避けられるなどが知られる。これらには科学的根拠がないものが多いが、前述のようにシャーマンや祈祷師が巫医としての活動は長い歴史を有している。また、律令制の典薬寮においても医学的な治療を行う部門と並んで道教医療の一環である呪禁を専門に扱う部署が存在していた。なお、今日においても風邪を他人にうつせば治癒するという慣習も風邪という形で露出した穢れを他者に移すという呪術的な意味を含んでいると考えられている。

## 具体例
様々な物が存在するが、代表的なものは高齢者が上の世代から聞いた非科学なモノである。以下に具体例を挙げるが、エビデンスに基づく医療ではなく、効果の保証や実践を推奨している訳ではない。疾病が治癒するどころか、逆に民間療法によって医師による科学的根拠に基づく標準治療の効果が弱くなることや、予期せぬ副作用が出たり、健康食品やサプリメントを摂る食事療法によって、がんの治療ができなくなることがある。国立がん研究センターもガンに効くと主張される民間療法に「勧められると判定されているものは1つもない」と科学的に指摘しているが、健康な時は「なんで、あんなものに頼るのか」と思う民間療法は「騙されやすい一部の人が手を出すもの」ではなく、がん患者の約半数が手を出してしまっている。金銭が要求される民間療法は命の瀬戸際に藁にもすがる思いでいる患者や家族の不安につけこみ、高いお金をむしり取ろうとする悪徳商法である。

### 口内炎
口内炎には梅干の果肉を貼り付ける。

### 水虫
足に湯を掛けてよく洗い、その後日光に当てて良く乾かす。患部を清潔にして直射日光に晒しながら乾燥させることは、皮膚表面の軽度な水虫治療には効果があるとされる。ただし、ひび割れたり血が滲むような程に悪化している場合の水虫はこの方法での治療はまず不可能である。白癬菌の感染は皮膚の新陳代謝よりも早いため、感染後によく洗って清潔に保っても治癒することはなく、専用の抗真菌薬でなければ治らない。
爪水虫では患部へ薬液が浸透しにくいため、通常医療の専門医を受診した場合は一般的には経口抗真菌剤を中心とした治療が行われる。
足ごと食酢につけるという民間療法が主張されているが、逆に酢酸によって足の皮膚がただれることがあるため勧められない。

### 口角炎
口角炎は、カンジタ菌の日和見感染でおこるが、主張されている民間療法も多い。例えば殺菌作用が期待されティーツリーから精製される油、保湿効果からアロエベラ、あるいは単純に皮膚の保湿効果を求めてワセリンやオリーブオイルや無塩バターを唇に塗布。一般にはメンソレータムをはじめとするリップスティック型の軟膏も広く流通しているため、これらも利用される。
なお、口内炎はビタミンB群の不足で起こることも良く知られているため、これらを効果的に摂取できる食品を食べることも行われる。軽度であればこれら民間療法や民間薬ないし一般用医薬品でも症状の軽減や治癒が期待できるものの、そうでない場合では病院で処方される内服薬（処方箋医薬品）のほうが効果的である。

### 痛風
痛風は関節に尿酸結晶が蓄積する事で発生し得るが、水分を多く取る事で、症状の軽減が図れることが知られている。また治療効果を期待して、民間療法では利尿効果のある喫茶が盛んに奨励された。なお喫茶も度が過ぎれば症状の悪化を招いたり、別の意味で健康を害する可能性があるので、科学的には注意が必要とされている。
水分を多く取るとよいというのは、尿酸が尿からしか排泄されないためである。ただし、痛風患者には、体内で尿酸が過剰に生成されるタイプと、排泄がままならないタイプとに分かれる。病院で最初に血液検査と尿検査をするのは、そのタイプを見極めるためである。したがって、無闇に飲めばいいというものでもない。なお、水分はアルカリ性のものだと尿酸が溶けやすくなり、排出しやすくなるといわれる。アルカリ性の温泉水が痛風患者に人気なのはそのためである。民間療法では「飲泉は万病に効く」と主張されてきた。
尿酸に含まれるN基はタンパク質アミノ酸のみによって体内に摂取されることから過剰生成される場合はタンパク質の摂取を控えたり、運動によって筋肉などの合成として消費させることで尿酸の過剰生成を防ぐことができる。
排泄がままならないタイプに関しては腎機能に問題があるため、軽い運動なども含め、血行改善から腎機能の回復をすることで改善が期待できる。

### 虫刺され・毒蛇の対処
虫（蜂など）に刺された場合に、毒の中和のためアンモニアが含まれている尿を掛けると治ると主張される民間療法があるが、これは科学的に誤った迷信である。排泄直後の尿にはほんの微量のアンモニアしか含まれておらず、アンモニアにも中和作用はない。虫刺されの場合は、刺さった針などを取り除いて流水で洗うなどして患部を清潔に保つべきだとされているが、山登りの最中では水が手に入りにくい事から、応急的に健康であれば無菌（もしくは、アンモニアが含まれている）である筈の尿で患部を洗った（中和した）という逸話があるものの、尿そのものには全く治療効果はない。そもそも患部を汚すだけなので避けるべきだとすら言われている。虫に刺された時は針を取り除いて水で患部を洗い清潔に保ち、軟膏を塗布すればよい、とされる。
なお毒虫や毒蛇に刺されたり噛まれた際に、古くから言われている口を使って毒を吸い出すという民間療法もあるが、口内菌で傷口が汚染されるだけではなく、誤って毒を飲んでしまったり、口粘膜から速やかに毒が吸収される可能性もあるため、この方法は危険で科学的に誤ったモノである。

### クラゲの毒
クラゲの場合は、危険な毒をもつ物は、皮膚表面に刺胞と呼ばれる毒の詰まった組織片が残っている場合がある。古くは民間療法で酢やアンモニアで毒を中和できるとか、水道の水でよく洗うべきだと言われていた。科学的には、これらは清潔な海水でよく洗い流して、患部を冷やしながら病院に行く事が勧められている。民間療法で主張されている酢やアンモニアは、刺したクラゲの種類によっては効果が無かったり、逆に刺胞を刺激して、余計に毒液注入を促す危険性がある。

### 凍傷
軽度の凍傷や凍瘡であれば、氷や雪で患部をマッサージすることで改善が促進されるという民間療法があり、大陸中央部で古くから使われている。理論的には血管交感神経麻痺による局所充血での循環障害を軽減させるものと考えられる。方法としては、氷塊の場合、滑らかな面で優しく患部をマッサージする。強く擦ると皮膚を損傷する恐れがある。雪は水分の少ない軟らかなパウダースノーで行なう。可能ならば速やかに医師の受診を受ける。中重度の凍傷は、治療が遅れると部分壊死など人体に対する致命的な損傷を与える場合がある。

### 突き指
突き指をしたとき、その指を強く引っ張れば即座に完治する、との民間療法は全くの迷信である。逆に、指を引っ張ることによって脱臼や神経破断の危険がある。
また田舎の民間療法ではマムシの焼酎漬けが効くとされていて、傷をつけずに捕獲したマムシの毒を抜いて焼酎に漬けたものが常備されている家もある。